# James Stephen Sullivan
James Stephen Sullivan (Kalamazoo, 23 luglio 1929 – Fargo, 12 giugno 2006) è stato un vescovo cattolico statunitense.

## Biografia
Monsignor James Stephen Sullivan nacque a Kalamazoo, Michigan, il 23 luglio 1929 da Stephen Sullivan e Dorothy (nata Bernier).

### Formazione e ministero sacerdotale
Dopo aver frequentato la St. Augustine Cathedral School a Kalamazoo, frequentò il liceo e due anni di college al seminario "San Giuseppe" di Grand Rapids. Studiò poi al seminario "Sacro Cuore" di Detroit dove nel 1951 conseguì il Bachelor of Arts. Completò gli studi teologici al seminario provinciale "San Giovanni" di Plymouth.
Il 4 giugno 1955 fu ordinato presbitero per la diocesi di Lansing da monsignor Alexander Mieceslaus Zaleski. In seguito fu vicario parrocchiale della parrocchia di San Luca a Flint dal 1955 al 1958, vicario parrocchiale della parrocchia della cattedrale di Santa Maria a Lansing dal 1958 al 1960, segretario di monsignor Joseph Henry Albers dal 1960 al 1961, vicario parrocchiale della parrocchia della Risurrezione a Lansing dal 1965 al 1977, assistente cancelliere vescovile dal 1966 al 1972, membro della commissione liturgica dal 1966 al 1985, membro della commissione di pianificazione immobiliare dal 1969 al 1974, direttore delle vocazioni e fondatore di Liturgical Publications.

### Ministero episcopale
Il 25 luglio 1972 papa Paolo VI lo nominò vescovo ausiliare di Lansing e titolare di Siccesi. Ricevette l'ordinazione episcopale il 21 settembre successivo dal vescovo di Lansing Alexander Mieceslaus Zaleski, coconsacranti il vescovo di Reno Michael Joseph Green e quello di Kalamazoo Paul Vincent Donovan. Oltre ai suoi doveri episcopali prestò servizio come vicario generale dal 1972 al 1985 e parroco della parrocchia di San Tommaso d'Aquino a East Lansing dal 1977 al 1985.
Il 29 marzo 1985 papa Paolo VI lo nominò vescovo di Fargo. Prese possesso della diocesi il 30 maggio successivo con una messa nella cattedrale di Santa Maria a Fargo.
Durante il suo episcopato monsignor Sullivan fondò la Fargo Catholic Schools Network e il programma di apertura "Opening Doors, Opening Hearts". Migliorò le condizioni finanziarie della diocesi e finanziò il piano pensionistico dei sacerdoti attraverso la campagna "Cura del pastore". Divenne noto a livello nazionale per il suo lavoro a favore del Movimento pro-life e nel 1992 avviò l'annuale Walk with Christ for Life per protestare pubblicamente contro l'aborto. Nel 1993 fu scelto da papa Giovanni Paolo II per parlare al pubblico di lingua inglese che partecipava alla Giornata Mondiale della Gioventù a Denver, Colorado. Lavorò con il movimento dei Cursillos de Cristianidad, con la Catholic Marketing Association, come presidente dell'Apostolato Mondiale di Fatima e come membro del comitato consultivo Catholics United for the Faith.
Nel 2002 monsignor Sullivan fu accusato di aver accarezzato un ragazzo liceale nel 1966 dopo che questi gli aveva rivelato che un fratello religioso aveva abusato sessualmente di lui. Monsignor Sullivan negò le accuse e i funzionari diocesani dichiararono di non aver creduto all'accusatore perché non si era fatto avanti prima.
Il 18 marzo 2002 papa Giovanni Paolo II accettò la sua rinuncia al governo pastorale della diocesi per motivi di salute. Tempo prima gli era stato diagnosticata la malattia di Alzheimer. Prese residenza nella canonica della chiesa dello Spirito Santo a Fargo, prima di trasferirsi nella struttura di assistenza a lungo termine Rosewood on Broadway nel 2006.
Morì a Fargo il 12 giugno 2006 all'età di 76 anni per complicazioni della malattia di Alzheimer. Le esequie si tennero il 17 giugno alle ore 10:30 nella cattedrale di Santa Maria a Fargo. È sepolto nell'Holy Cross Cemetery di Fargo.

## Genealogia episcopale
La genealogia episcopale è:
- Cardinale Scipione Rebiba
- Cardinale Giulio Antonio Santori
- Cardinale Girolamo Bernerio, O.P.
- Arcivescovo Galeazzo Sanvitale
- Cardinale Ludovico Ludovisi
- Cardinale Luigi Caetani
- Cardinale Ulderico Carpegna
- Cardinale Paluzzo Paluzzi Altieri degli Albertoni
- Papa Benedetto XIII
- Papa Benedetto XIV
- Papa Clemente XIII
- Cardinale Marcantonio Colonna
- Cardinale Giacinto Sigismondo Gerdil, B.
- Cardinale Giulio Maria della Somaglia
- Cardinale Carlo Odescalchi, S.I.
- Cardinale Costantino Patrizi Naro
- Cardinale Lucido Maria Parocchi
- Papa Pio X
- Papa Benedetto XV
- Cardinale Willem Marinus van Rossum, C.SS.R.
- Cardinale Edward Aloysius Mooney
- Vescovo Alexander Mieceslaus Zaleski
- Vescovo James Stephen Sullivan